# جویبار (فیلم)
جویبار یا استریم (به انگلیسی: Stream) یک فیلم ترسناک و دلهره‌آور آمریکایی محصول سال ۲۰۲۴ به کارگردانی، نویسندگی و تهیه‌کنندگی مشترک مایکل لیوی است. جفری کمبس، دانیل هریس، دی والاس، تیم رید، مارک هولتون، تونی تاد، دیو شریدن، تری الکساندر، دامیان مافی و دیوید هاوارد تورنتون در این فیلم بازی می‌کنند.
این فیلم تا حدی توسط یک کمپین سرمایه‌گذاری جمعی در وب سایت ایندی‌گوگو تأمین می‌شود. آنها تا به امروز بیش از ۱۸۰٫۰۰۰ دلار از حمایت طرفداران ترسناک در سراسر جهان جمع‌آوری کرده‌اند و از هشتگ #JoinTheStream برای انتشار این خبر استفاده کرده‌اند.

## تولید
در سپتامبر ۲۰۲۱، کارگردان مایکل لیوی اظهار داشت که «بیش از ۹۰ درصد از فیلم در حال حاضر فیلمبرداری شده‌است. در حال حاضر در مرحله پس از تولید است، اما به دلیل همه‌گیری کووید ۱۹ هزینه‌های پیش بینی نشده زیادی ما انجام دادیم.»

## انتشار
در اکتبر ۲۰۲۳، یک تریلر برای این فیلم منتشر شد که سال ۲۰۲۴ را به عنوان سال اکران فیلم در نظر گرفت.